# Premis Ondas 1988
Els Premis Ondas 1988 van ser la trenta-cinquena edició dels Premis Ondas, atorgats el 1988. En aquesta edició es diferencien les categories: Premis Nacionals de ràdio o televisió, internacionals de ràdio i internacionals de televisió.

## Nacionals de ràdio
- Los 40 principales de la cadena SER
- Gomaespuma d'Antena 3 Radio
- El mundo por montera de RCE
- El Banquillo de Protagonistas de la cadena Cope
- Serie de reportatges del Casón de Radio Galicia, cadena SER

## Nacionals de televisió
- Tres estrelles de TV3
- TVE per la seva cobertura dels Jocs Olímpics de Seül
- Viaje con nosotros de TVE
- El perro verde de RVE
- De película de TVE

## Internacionals de ràdio
- Kaleidoscope, BBC
- Alice, Rai Radio 1
- Ajedrez por RCN, RCN de Colòmbia
- Le romancero sefarade ou les chants, judeo-hispano-arabes, SRF
- The way it is, UKIB/Capital Radio

## Internacionals de televisió
- Ultieme Kerstverhaal, Belgische Radio- en Televisieomroep
- Prozor na kraju svijeta, JRT, d'Erol Čolaković, Sarajevo
- Raval: l'últim esglaó, de Jaume Vilalta Casas i Miquel Garcia Horcajo, 30 minuts, TV3
- Twist in the tale: Punishment Without Crime, UKIB/Granada Television
- Nieuwslijn - wapenhandel, VBO

## Hispanoamericans de ràdio i televisió
- Radio Cooperativa (Xile)
- Senda de gloria, Televisa de Mèxic
- El informador, Canal 47 dels EUA
- Caballo viejo, Caracol TV, de Colòmbia